# فرانكي ماكدونالد
فرانكي ماكدونالد هو يوتيوبي كندي، ولد في 24 أبريل 1984 في سيدني ‏ في كندا.